# 吉村涼
吉村 涼（よしむら りょう、1978年7月18日 - ）は、日本の女優である。東京都町田市出身。

## 人物
- 1985年に劇団白鳥座に入団し、芸能活動をスタート[1]。『渡る世間は鬼ばかり』の小島（田口）愛役等で知られる。
- 妹がいる[1]。
- 2007年11月15日、幼馴染の青年実業家と結婚したが2013年7月に離婚。2015年12月30日に高校時代の同級生と再婚[2]。

## 出演

### テレビドラマ
- 恋する時間です（1986年、日本テレビ）
- おヒマなら来てよネ!（1987年、フジテレビ）
- パパは年中苦労する（1988年、TBS） - 広瀬涼 役
- ボクの乙女ちっく殺人事件（1988年、TBS）
- 四万十川 あつよしの夏（1988年、TBS）
- うさぎの休日（1988年、NHK）
- ビートたけし殺人事件 失われた魔人の伝説（1989年、TBS）
- ああわが家（1989年、TBS） - 高平万里 役
- 月曜ドラマスペシャル「華やかな女たち」（1989年、TBS）
- ああ夫婦（1989年、ANB）
- ダックスフントのワープ（1989年、NHK）
- 青幻記（1989年、TBS）
- ちょっと古風なメロドラマ（1990年、TBS）
- 二人だけの…（1990年、TBS）
- 渡る世間は鬼ばかり（1990年 - 2019年、TBS） - 小島（田口）愛 役
  - AI橋田壽賀子企画 渡る世間は鬼ばかり 番外編（2025年5月11日〈予定〉、BS-TBS）[3]
- 日曜日の電話（1991年、TBS）
- 源氏物語 上の巻（1991年、TBS） - 六条御息所の姫 役
- あの頃に会いたい（1992年、ANB）
- Alice（1992年、ANB）
- 家族の物語（1993年、TBS） - 宮瀬麻己 役
- 人間・失格〜たとえばぼくが死んだら 第6・7話（1994年、TBS） - 菱田涼 役
- 女囚・塀の中の女たち（1995年、TBS）
- バースデイ〜こちら椿産婦人科〜（1999年、テレビ東京） - 土屋礼子 役
- ホステス探偵危機一髪5（2005年、テレビ朝日） - 長谷川優子 役
- 汚れた舌（2005年、TBS）
- 赤い霊柩車 血の鎮魂歌（2005年、フジテレビ）
- 新・京都迷宮案内3 第6話（2006年、テレビ朝日）
- 鬼嫁日記 いい湯だな 第4話（2007年、関西テレビ）
- 土曜ワイド劇場「ショカツの女」（2007年11月10日、朝日放送）
- 相棒〜Season6 第15話（2008年2月13日、テレビ朝日） - 佐藤美登里
- ナツコイ（2008年、MBS） - 手塚良美 役
- 月曜ゴールデン「万引きGメン・二階堂雪18」（2009年8月17日、TBS） - 安田真紀 役
- チャレンジド（2009年10月10日、NHK）
- 土曜ワイド劇場「温泉 (秘) 大作戦11」（2012年3月10日、朝日放送） - 浦田亜樹 役
- 金曜プレステージ「検事・霞夕子4」（2013年6月7日、フジテレビ） - 宇沢弥生 役
- 天誅〜闇の仕置人〜 第7話（2014年3月7日、フジテレビ） - 野倉冬実 役
- 科捜研の女 第15シリーズ 第12話（2016年2月18日、テレビ朝日） - 古河章江 役
- ハケン占い師アタル 第7話・最終話（2019年2月28日・3月21日、テレビ朝日） - 代々木の妻 役
- 警視庁・捜査一課長2020 第12話（2020年7月30日、テレビ朝日） - 鎌ヶ谷正子 役
- ミステリと言う勿れ 第7話（2022年2月21日、フジテレビ） - 下戸陸太の母 役

### 映画
- キッチンタイマー（2004年、下北沢シュワッチ!）
- ほのかの書（2007年）
- 正長の土一揆 (2015年)
- 青銅の基督 (2016年)

### バラエティー
- 田舎に泊まろう!（2006年7月2日・2007年8月26日、テレビ東京）
- いい旅・夢気分（2007年1月24日、テレビ東京）岡本信人、東てる美と岩手・秋田へ
- 週刊オリラジ経済白書（2007年、日本テレビ） - 詐欺被害者「吉村涼子」役
- 時代劇法廷 #5「春日局」（2010年、時代劇専門チャンネル） - お玉（桂昌院）役
- 痛快TVスカッとジャパン（フジテレビ）
  - 「神様、スカッとさせて」（2021年4月19日）

### 舞台
- 渡る世間は鬼ばかり
- 宮本武蔵 第二部（2000年、劇団若獅子）
- 恋の第九交響曲（2001年、名鉄ホール ）
- 妻たちの鹿鳴館（2003年、明治座）
- ちょっといいかな、女たち（2003年、大阪松竹座 名鉄ホール）
- おんなの家 (2007年、名鉄ホール)
- 風の盆ながれ唄（2007年、京都四條南座）
- 花嫁 (2016年、三越劇場)
- 喜劇「極楽町一丁目 -嫁姑千年戦争-」（2016年、シアター1010 ほか） - みゆき 役 [4]

### ビデオ作品
- オジロの海（1992年、松竹ホームビデオ）
- 伝染るんです。ビデオ（1992年、タカラ）
- サンタクロースにおくりもの 吹替版（1993年）声の出演

### 音楽CD
- 「渡る世間は鬼ばかり」オリジナルサウンドトラック（キングレコード）

### CM
- グレイス（ニッポン放送・tvk・FMヨコハマ） - サングレイスマンション